# Silabario hispanoamericano
El Silabario hispanoamericano es un silabario publicado en 1945 por el pedagogo chileno Adrián Dufflocq Galdames usado para alfabetizar a varias generaciones de chilenos y latinoamericanos de habla hispana. Su método es «fónico-sensorial-objetivo-sintético-deductivo».
Se basó en uno anterior llamado Silabario del Ojo del también chileno, Claudio Matte, el que también tuvo distribución internacional en las primeras décadas del siglo XX. Contiene ilustraciones del dibujante e ilustrador chileno, Coré.

## Historia
En 1950 el analfabetismo en Chile se acercaba al 30 % y se hacía necesario un sistema que ayudara a los profesores (y cualquier persona que quisiera leer o enseñar a leer) a realizar su tarea. Tal como el Silabario del Ojo que partía por palabras de fácil comprensión Dufflocq eligió las consonantes «P», «L» y «M» para comenzar el aprendizaje ya que permitían más combinaciones y autoaprendizaje.
Su primera edición se llevó a cabo el 15 de febrero de 1945. Más tarde, en 1964, fue aprobado por el Ministerio de Educación de Chile para su aplicación y uso en las Escuelas fiscales y Particulares del país.
El Gobierno de España, por decreto, el 13 de diciembre de 1948, aprobó y declaró de utilidad este silabario y su complemento al Texto de Escritura Hispano Americano.
Editado por la Editorial Zig Zag, actualmente cuenta con cerca de 90 ediciones, sin contabilizar las decenas de ediciones no autorizadas en toda América, siendo un clásico todavía vigente.

## Reacciones
Positivas
- Es sistemático, es decir, mantiene una misma metodología, lo que evita confusiones. Además, respeta a la perfección el sistema fónico al cual representa.[cita requerida]
- La diagramación es aireada, por lo tanto no es un libro lleno complejo para la visión de los niños. Tiene dibujos y espacios vacíos que relajan y dan tiempo a la buena digestión para el aprendizaje.[cita requerida]
- Produce una valiosa relación familia-escuela. Los padres refuerzan lo aprendido en las aulas, ya que el silabario les permite saber automáticamente cuánto han avanzado sus hijos a través de sus páginas.[2]

Negativas[cita requerida]
- La mayoría de estas son mayormente de carácter subjetivo, y se basan en el contrapuesto entre la antigüedad del documento y la tecnología del momento.
- El problema no es del instrumento, sino de los profesores que ocupan este y otros textos, existiendo alternativas mejores para su uso en épocas más avanzadas de conocimiento para los jóvenes.
- Las historias de su contenido no son de interés para niños e infantes que reciben multiplicidad de información sin filtrar, desde los medios de comunicación hasta las nuevas tecnologías.
- Sus dibujos y diseño preceden ampliamente al formato visual que se dirige hacia los niños, acostumbrados a visualizaciones de carácter vistoso y a la fuerza llamativo.